# Премия имени Коста Хетагурова (Северная Осетия)
Государственная премия имени Коста Хетагурова (Премия имени Коста Хетагурова, Премия имени Коста Хетагурова (Северная Осетия), официальные названия — Государственная премия Северо-Осетинской АССР им. К. Л. Хетагурова (1964—1991), Государственная премия Республики Северная Осетия-Алания имени Коста Хетагурова в области литературы и искусства (с 2003)) — высшая награда республики Северная Осетия в области литературы и искусства.

## О премии
В Северной Осетии-Алании присуждается Государственная премия Республики Северная Осетия-Алания имени Коста Хетагурова в области литературы и искусства. В соответствии с действующим положением, Госпремия Республики Северная Осетия-Алания им. К. Хетагурова присуждается за создание произведений литературы и искусства, получивших общественное признание и являющихся выдающимся творческим вкладом в культуру Осетии. Один раз в три года присуждаются две премии: одна в области литературы и одна в области искусства.
Не допускается выдвижение авторов на соискание премии посмертно, за исключением случая, когда смерть автора наступила после его выдвижения на соискание Государственной премии имени Коста Хетагурова.
Лицу, удостоенному Государственной премии Республики Северная Осетия-Алания имени Коста Хетагурова, присваивается почетное звание «Лауреат Государственной премии имени Коста Хетагурова в области литературы (искусства)», вручается денежное вознаграждение, диплом и нагрудный знак.
Государственная премия имени Коста Хетагурова вручается Главой Республики Северная Осетия-Алания в торжественной обстановке в день рождения Коста Хетагурова (15 октября).

## Из истории премии
В Северной Осетии премия им. Коста Хетагурова была учреждена в 1964 году. Присваивается с 1967 года. До 1991 года награждали, как правило, по двое лауреатов.
Первыми лауреатами премии в 1965 году стали Николай Тихонов и Владимир Тхапсаев.

## Лауреаты
- 1964
  - Абаев, Василий Иванович
  - Мамсуров, Дабе Хабиевич

- 1965
  - Тихонов, Николай Семенович
  - Тхапсаев, Владимир Васильевич

- 1966
  - Марзоев Сергей Тимофеевич
  - Плиев Христофор Сосланович

- 1967
  - Кайтуков Георгий Харитонович
  - Бритаева Зарифа Елбыздыкоевна, Кеворков Борис Георгиевич, Вершинин Вячеслав Григорьевич, Дубровина Ирина Львовна, Соколов-Беллонин Владимир Борисович, Дружнов Борис Михайлович, Келл Александр Александрович

- 1969
  - Хаханов Дудар Соломонович

- 1970
  - Калманов Батр Николаевич

- 1972
  - Плиев Харитон Давидович

- 1973, 1974
  - Цагараев Максим Николаевич
  - Ядых Павел Арнольдович

- I975
  - Труппа джигитов Осетии «Али-Бек» Союзгосцирка Министерства культуры СССР

- 1976, 1977
  - Цирихов Михаил Тасолтанович
  - Северо-Осетинский государственный ансамбль народного танца «Алан»

- 1978—1979
  - Муртазов Борис Алхастович

- 1980—1981
  - Джанаев Азамбек Васильевич

- 1982—1983
  - Тотиев Борис Александрович, Ходов Николай Васильевич, Козырев Руслан Рамазанович

- 1986—1987
  - Хетагуров Казбек Акимович

- 1988—1989
  - Дюмезиль Жорж (Франция)
  - Цаллагов Владимир Николаевич, Гаспарянц Рафаэль Сетракович, Немысский Михаил Александрович
  - Галаев Борис Александрович

- 1990—1991
  - Джикаев Шамиль Федорович
  - Дзбоев Михаил Николаевич, Губаев Заур Хазбиевич
  - Дзиваев Анатолий Гаврилович, Макоев Ацамаз Владимирович, Дзуцев Артур Узаирович, Сабанов Тамерлан Малиевич

- 1992—1993
  - Комаева Римма Заурбековна
  - Цихиев Маирбек Борисович, Ватаев Бимболат Заурбекович, Ходов Камал Хазбиевич
  - Цориев Султан Татарканович, Гаврилов Георгий Сергеевич

- 1994—1995
  - Плиев Григорий (Грис) Дзамболатович
  - Хаев Владимир Касполатович, Дзиов Казбек Ахбердович

- 1998
  - Алборов Феликс Шалвович
  - Камерный хор Министерства культуры и искусства РСО-А
  - Кусов Генрий Измаилович
  - Магометов Ахурбек Алиханович
  - Институт живописи, скульптуры и архитектуры имени И. Е. Репина Академии художеств РФ

- 1999
  - Республиканская газета «Рæстдзинад»
  - Газданов Булат Гаппоевич
  - Брискин Анатолий Аркадьевич

- 2000
  - Дударова Вероника Борисовна
  - Мецаев Казбек Кайсынович,
  - Черчесов Борис Хаджумарович,
  - Дзахова Зинаида Давидовна,
  - Бекоева Роза Ясоновна,
  - Галаов Анатолий Ильич

- 2001
  - Дзасохов Музафер Созырикоевич
  - Коллектив детского ансамбля национального танца «Маленький джигит» Республиканского Дворца творчества детей и юношества (руководитель Т. Д. Кокаев)
  - Гамзатов Расул Гамзатович

- 2002—2003
  - Хугаев Георгий Доментьевич
  - Гудиев Герман Георгиевич
  - Тамерьян Юлий Авдеевич, Поляков Николай Александрович, Серёгина Наталья Владимировна, Елпатова Наталья Сергеевна, Уваров Владимир Иванович

- 2004—2005
  - Эмилия Максимовна Цаллагова
  - Цгоев Хазби Федорович

- 2007—2008
  - Бзаров Руслан Сулейманович, Бзаров Альберт Измаилович, Кайтуков Аслан Дзибоевич
  - Гергиев Валерий Абисалович
  - Кибиров Тимур Юрьевич

- 2010—2011
  - Кокаев Тотраз
  - Абисалов Юрий
  - Кузнецов Владимир Александрович
  - Баскаева Эльза

- - 2013—2014
  - Агнаев Гастан
  - Келехсаев Магрез
  - Чибиров Людвиг, Канукова Залина, Цуциев Аслан

- 2016—2017
  - Цомартов Изатбек
  - Гулуев Вячеслав

- 2021[4]
- Кесаев Батраз — за поэтический сборник на осетинском языке «Уды дзангарджыта» (Колокола души)
- Сикоев Тимур, Караев Алик, Халиев Мераб (авторский коллектив) — за постановку конно-поэтической композиция «Праздник в горах», посвященная 160-летию Коста Хетагурова